# La Reina de la Nit (relleu)

Extensió de l'Imperi paleobabilònic durant el regnat d'Hammurabi, cap all 1750 ae. Els nòmades cassites, tal vegada originaris del sud-est de l'Iran, ja s'havien establert a les muntanyes Zagros, al límit oriental de l'imperi. No trigarien a avançar-hi.

L'alt relleu La Reina de la Nit, també anomenat Relleu Burney, datat dels 1800-1750 ae, fou tallat en època de l'Imperi paleobabilònic, sota el regnat d'Hammurabi, que s'estengué per Mesopotàmia a la zona dels rius Tigris i Eufrates, l'actual l'Iraq.
La peça prové del sud de l'Iraq, i arribà a Anglaterra el 1924, on romangué en mans privades fins que l'adquirí el Museu Britànic al 2003. Probablement adornava un temple per les seves dimensions.

## Simbologia
Representa una dona nua, té unes ales cap avall, la qual cosa indica que és una divinitat del món terrenal, reposa sobre l'esquena de dos lleons; llueix una lligadura amb banyes, típica de les deïtats mesopotàmiques; duu una corda a la mà, símbol de justícia; les cames li acaben en urpes com les d'una au rapaç, també l'acompanyen dues òlibes. Aquest acompanyament de bèsties fa que se la vegi com un exemple de la iconografia del motiu de Pótnia Theron.
Encara que es desconeix exactament quina divinitat representa el relleu, n'hi ha tres possibilitats:
- Ixtar, dea de l'amor i la guerra, de la vida, del sexe, de la fertilitat, i d'altres temes menors, coneguda també amb el nom d'Inanna a Sumer, Anahita a l'antiga Armènia (Urartu), Astarte a Fenícia i en les religions abrahàmiques.
- Ereixkigal, dea de l'inframon en la mitologia mesopotàmica. Governa l'inframon amb el seu consort Nergal. És filla d'An i germana de la dea Ixtar, i era antany una dea celestial. Fou raptada pel drac Kur i portada a l'inframon, d'on passà a ser-ne reina.
- Lilitu, la dimònia coneguda en la Torà com Lilit; els jueus exiliats a Babilònia dugueren a la seua terra d'origen la creença en aquesta criatura maligna, el nom de la qual, adaptat a la fonètica de l'hebreu com לילית (Lilit), es relacionà amb la paraula parònima hebrea ליל, lil, ‘nit’.